# Parachrysopiella pallidicornis
Parachrysopiella pallidicornis là một loài côn trùng trong họ Chrysopidae thuộc bộ Neuroptera. Loài này được Penny miêu tả năm 1996.